# Bert Kelly
Bert Kelly (Cedar Rapids (Iowa), 2 juni 1882 – Long Beach (New York), januari 1968) was een Amerikaanse jazzbanjospeler, orkestleider, opvoeder, promotor, nachtclubeigenaar en -exploitant. Na professionele stukken in Seattle en San Francisco verhuisde Kelly in 1914 naar Chicago waar hij een bloeitijd doormaakte als banjospeler, orkestleider en promotor. In 1915, vóór de Amerikaanse drooglegging, stichtte en exploiteerde hij de bar Bert Kelly's Stables in Chicago, waar klanten kennis maakten met vroege jazz.

## Biografie

### Kelly als muzikant
Het eerste professionele engagement van Kelly was rond 1896 in Seattle. Hij verhuisde rond 1899 naar San Francisco. In 1914 speelde Kelly in de band van Art Hickman in de Rose Room van het St. Francis Hotel in San Francisco. Kelly formeerde uiteindelijk zijn eigen band en verhuisde met deze in 1914 naar Chicago. Bij Kelly's band aldaar speelden opmerkelijke vroege New Orleans-jazzmuzikanten, waaronder Alcide Nunez, Tom Brown, Gussie Mueller, Emile Christian en Ragbaby Stephens.
Kelly beweerde dat zijn band Bert Kelly's Jazz Band de eerste was die het woord jazz publiceerde in 1915.
- In 1914 werd het gebruik van het woord 'jass' (voorloper van het woord 'jazz') verboden in gemengd gezelschap in Chicago. Vlak voor het winnen van de burgemeestersverkiezingen in Chicago eind 1914, gaf Bill Thompson's eerste politiechef opdracht aan Bert Kelly's Stables, de eerste 'joint' in Rush Street, om een geschilderde banner neer te halen waarop 'Jass Music' werd aangekondigd. En de publieke opinie ging akkoord.
- In de herfst van 1915 trad de band van Kelly op in de College Inn in Chicago. Kelly regisseerde en speelde drums, Wheeler Wadsworth[2] (1889–1929) speelde saxofoon, William Ahearn speelde op piano en Sam Baum speelde op drums. Volgens een krantenartikel uit 1919 van journalist Walter J. Kingsley (1876-1929) die over jazz schreef, speelde de band blues, aarzelende en ouderwetse verkorte melodieën en waren ze nogal een rage in het nachtleven van Chicago. De filmster Thomas Meighan[3] gaf op een avond een feest en huurde de Kelly-band in voor dansmuziek. De gasten waren Emmy Wehlen[4], Julian Eltinge, Jeanne Eagels en Grace George[5]. Richard Travers[6] filmde het. In een segment met de muzikanten voegde hij het bijschrift 'The Originators of Jazz' toe. Daarna stond de band van Kelly bekend als een jazzband.
- In een artikel uit 1973 weerlegde de onderzoeker Dick Holbrook de claim van Kelly en betwistte hij het gepubliceerde account van Kingsley.

### Kelly als clubondernemer
Tijdens de vroege jaren 1920, tijdens de Amerikaanse drooglegging, stichtte en exploiteerde hij een bar in Chicago met de naam Bert Kelly's Stables, gelegen aan de 431 Rush Street in Tower Town. Deze kreeg snel regionale en nationale populariteit als een van de jazz-hotspots van de jaren 1920.
De eerste huisband was Alcide Nunez, wiens nummer Livery Stable Blues de naam van de locatie inspireerde. Latere artiesten in Kelly's Stables waren o.a. Freddie Keppard. De broers Johnny Dodds en Baby Dodds speelden in de huisband na hun breuk met de band van King Oliver.
Kelly opende later een andere jazzclub, Kelly's Stables, in New York, die in de jaren 1930 en 1940 prominent aanwezig was in het jazzcircuit op 52nd Street .

## Overlijden
Bert Kelly overleed in januari 1968 op 85-jarige leeftijd.